# حارة الدوبيلاين (خور مكسر)
حارة الدوبيلاين هي إحدى حارات حي السلام الواقع بمديرية خور مكسر التابعة لمحافظة عدن، بلغ تعداد سكانها 680 نسمة حسب تعداد اليمن لعام 2004.